# 国立病院・国立療養所の一覧
日本の国立病院・国立療養所の一覧（こくりつびょういん・こくりつりょうようじょのいちらん）を下に示す。

## 北海道
- 国立札幌病院（札幌市白石区）前身は札幌陸軍病院、国立病院再編計画で北海道内のがん基幹施設となった[1]。
- 国立療養所西札幌病院（札幌市西区）市立札幌療養所として創設された。2002年10月1日、国立療養所小樽病院と統合[2]、2010年3月1日、札幌南病院と統合し国立病院機構北海道医療センターが設置[3]。国立病院・療養所の再編計画で高度総合医療施設、災害拠点病院、エイズ拠点病院となった[4]。
- 国立療養所札幌南病院 （札幌市南区）傷痍軍人北海道第二療養所として創設された[5]。当初は2007年3月に西札幌病院と統合する計画であった[6]。2010年3月1日、西札幌病院と統合し独立行政法人国立病院機構北海道医療センターが設置[3]。
- 国立函館病院（函館市）2003年7月1日、国立療養所北海道第一病院と統合した[7]。
- 国立療養所道北病院（旭川市）陸軍第七師団衛戍病院を基とする国立療養所旭川病院と国立旭川療養所が1972年に統合され設立された。1996年にはエイズ拠点病院に指定されている[8]。
- 国立療養所帯広病院（帯広市）北海道庁立結核療養所として設立された。2004年3月、国立十勝療養所と統合した[9]。
- 国立療養所八雲病院（八雲町）
- 国立療養所小樽病院（小樽市）2002年10月1日、国立療養所西札幌病院に統合された。施設は社会福祉法人済生会へ移譲され、北海道済生会西小樽病院が開院した[10]。
- 国立療養所北海道第一病院（七飯町）2003年7月1日、国立函館病院に統合された。施設は社会福祉法人へ移譲され、函館厚生院ななえ新病院が開院した[10][11]。
- 国立療養所名寄病院 （名寄市）2003年12月1日、名寄市に移譲され名寄東病院として開設された[10][12]。
- 国立登別病院（登別市）2002年6月1日廃止された[10][13]。
- 国立十勝療養所（音更町）2004年3月1日、国立療養所帯広病院と統合した[9][13]。
- 国立弟子屈病院（弟子屈町）2003年3月25日廃止された[10]。弟子屈町には同年3月、摩周厚生病院が設立されている[14]。
- 国立療養所稚内病院（稚内市）陸軍病院として創設された。2005年3月1日、稚内市へ移譲され市立稚内こまどり病院が開院した[10][15]。
- 国立療養所美幌病院（美幌町）2005年3月1日、経営移譲し美幌療育病院が開院した[16]。

## 東北

### 青森県
- 国立弘前病院（弘前市）弘前衛戍病院、弘前陸軍病院を経て発足[17]。津軽地方の基幹医療を担っている[18]。
- 国立療養所八戸病院（八戸市）前身は八戸市立結核療養所[19]。
- 国立療養所岩木病院（青森市）2002年12月1日、国立療養所青森病院と統合した[10][20]。
- 国立療養所青森病院 2002年12月1日、国立療養所岩木病院に統合された[20]。施設は社会福祉法人へ移譲され、敬仁会青森敬仁会病院が開院した[10]。
- 国立大湊病院 （むつ市）2002年3月1日、下北医師会に移譲されむつリハビリテーション病院が開院した[21][22]。

### 岩手県
- 盛岡医療センター（盛岡市）旧国立療養所盛岡病院。国立病院機構盛岡病院をへて2019年3月に現在の名称となった。
- 国立療養所南花巻病院（花巻市）1946年、日本医療団花巻療養所として設立された[23]。1993年7月1日、国立花巻温泉病院と統合した[24]。
- 国立療養所岩手病院（一関市）軍事保護院傷痍軍人岩手療養所として設立された[25]。
- 国立療養所釜石病院（釜石市）1953年11月、結核療養所として設立された[26]。
- 国立花巻温泉病院 傷痍軍人花巻温泉病院として設立された[23]。1993年7月1日、国立療養所南花巻病院と統合[24]、施設は岩手医科大学へ移譲され、岩手医科大学附属花巻温泉病院が開院した[27][リンク切れ]が、平成31年（2019年）3月31日をもって閉院した[28]。

### 宮城県
- 国立仙台病院（仙台市宮城野区）仙台陸軍病院臨時宮城野原分院として設立。1985年4月、WHO（世界保健機関）西太平洋地域事務局から「WHO呼吸器ウイルス調査研究協力センター」に認定、1986年9月、東北ブロックエイズ拠点病院として指定された[29]。
- 国立療養所西多賀病院（仙台市太白区）1947年4月、厚生省に移管した当時は国立宮城療養所の分院であった。同年8月、国立療養所西多賀病院に改称、1961年4月、国立玉浦療養所（岩沼市）[30]を統合した[31]
- 国立療養所宮城病院（山元町）傷兵保護院傷い軍人宮城療養所として設立された[32]。
- 国立鳴子病院（大崎市）陸軍病院臨時鳴子分院として設立された。1999年2月1日、鳴子町へ移譲、町立鳴子温泉病院が開院、その後平成の大合併の末、大崎市民病院鳴子温泉分院となった[33]。

### 秋田県
- 国立療養所道川病院（由利本荘市）社団法人秋田県衛生会秋田療養院として設立、その後国立秋田療養所分院を経て独立した[34]。国立病院・療養所の再編では病床数の少ない本院が存続する全国でも珍しいケースとなった。
- 国立療養所秋田病院（由利本荘市）軍事保護員傷痍軍人秋田療養所として設立された[35]。国立病院・療養所の再編成では道川病院よりも病床数の多い本院が廃止される全国でも珍しいケースとなり[36]、2003年12月1日廃止された[10][37]。このため、併設されていた秋田県立本荘養護学校も、分教室化（現在の秋田県立ゆり支援学校道川分教室）されたうえで、事実上上述の道川病院に移設され、閉校されることになった。
- 国立秋田病院（秋田市）1949年10月30日、落雷によって焼失[38]、その後復旧された。1952年12月に秋田県へ移譲され、秋田県立中央病院、その後秋田大学に新設された秋田大学医学部附属病院となった[39]。

### 山形県
- 国立療養所山形病院（山形市）1974年10月1日、国立療養所左沢光風園（大江町）、国立療養所山形晴山荘（山形市）の統合により設置[40][41]。
- 国立療養所米沢病院（米沢市）1951年4月1日、対日援助見返り資金[42][43]により設立された[44]。
- 国立山形病院（山形市）歩兵第32連隊が駐屯した山形城址に、山形衛戍病院が開院。山形陸軍病院を経て、1945年に国立山形病院となったが、1953年に山形県に移譲されて、山形県立山形病院となった。その後、山形県立中央病院と改称している[45]。
- 国立療養所湯田川病院（鶴岡市）1977年7月、新築移転により開設、2001年3月1日、鶴岡市へ移譲され、鶴岡市立湯田川温泉リハビリテーション病院が開院した[46]。

### 福島県
- 国立療養所福島病院（須賀川市）軍事保護院傷痍軍人福島療養所として設立された。2004年2月、国立療養所郡山病院と統合した[47]。
- 国立療養所翠ヶ丘病院（いわき市）福島県立結核療養所回春園として設立された[48]。
- 国立飯坂病院（福島県）1953年6月に福島県へ移譲され、福島県立飯坂病院、その後、福島県立リハビリテーション飯坂温泉病院と改称したが、2007年4月1日に財団法人脳神経疾患研究所（郡山市）へ移譲された[49][50]。
- 国立若松病院（会津若松市）1953年6月、福島県に移譲され、福島県立若松病院が開院、その後、福島県立会津総合病院と改称している[39]。2013年春に福島県立喜多方病院（喜多方市）と統合の末福島県立医科大学に譲渡され福島県立医科大学会津医療センターが開設された[51]。
- 国立郡山病院（郡山市）東部第66部隊附設陸軍病院として設立された。2004年2月、国立療養所福島病院と統合された[47]。

## 関東

### 茨城県
- 国立水戸病院（茨城町）水戸陸軍衛戍病院として設立された[52]。
- 国立霞ヶ浦病院（土浦市）霞ヶ浦海軍病院として設立された[53]。
- 国立療養所晴嵐荘病院（東海村）除役結核軍人療養施設として設立された[54]。

### 栃木県
- 国立栃木病院（宇都宮市）陸軍衛戍病院として設立された[55]。
- 国立療養所東宇都宮病院（宇都宮市）1993年7月に国立療養所東栃木病院と国立療養所宇都宮病院が統合されて設立された[56][57]。
- 国立塩原病院（那須塩原市）1972年に栃木県医師会へ移譲され、栃木県医師会温泉研究所附属塩原病院が開院した。1997年2月1日、国立塩原温泉病院が栃木県医師会へ移譲された際、移転した[58]。
- 国立療養所東栃木病院 （宇都宮市）1993年7月に国立療養所宇都宮病院と統合され、国立療養所東宇都宮病院が設置[57]。
- 国立療養所宇都宮病院（宇都宮市） 1993年7月に国立療養所東栃木病院と統合された[57]。栃木県へ移譲され、とちぎ健康の森となった[57]。
- 国立塩原温泉病院（那須塩原市） 傷痍軍人塩原温泉療養所として設立された[59]。1997年2月1日、栃木県医師会へ移譲され、栃木県医師会温泉研究所附属塩原病院が移転開院した[57][60]。
- 国立療養所足利病院（足利市）2001年6月1日、社会福祉法人「全国重症心身障害児（者）を守る会」へ移譲され、保健医療・福祉施設あしかがの森足利病院が開院した[61]

### 群馬県
- 国立高崎病院（高崎市）東京鎮台第一分営高崎営所病院として設立された[62]。
- 国立沼田病院（沼田市）沼田陸軍病院として設立された[63]。
- 国立療養所西群馬病院（渋川市）日本医療団大日向荘として創設された。1986年4月、国立療養所長寿園（東吾妻町、旧吾妻町）を分棟として統合、1990年に分棟を廃止した[64]。
- 国立渋川病院（渋川市）2003年3月1日、渋川地区医療事務組合へ移譲され渋川総合病院が開院。その後、2006年2月20日の平成の大合併により、渋川市立渋川総合病院と改称した[65]。

### 埼玉県
- 国立西埼玉中央病院（所沢市）1973年4月、国立所沢病院と国立豊岡病院が統合されて設立された[66]。
- 国立埼玉病院（和光市）白子陸軍病院として設立された[67]。
- 国立療養所東埼玉病院（蓮田市）傷痍軍人埼玉療養所として設立された[68]。
- 国立所沢病院 - 東京第一衛戍病院として設立された。1973年4月1日、国立豊岡病院と統合されて、国立西埼玉中央病院が設立された[69]。
- 国立豊岡病院 - 豊岡陸軍病院として設立された。1973年4月1日、国立所沢病院と統合されて、国立西埼玉中央病院が設立された[69]。

### 千葉県
- 国立佐倉病院（佐倉市城内町） - 東京鎮台佐倉営所病院、佐倉衛戍病院、佐倉陸軍病院、厚生省国立佐倉病院を経て、2004年3月、国立療養所千葉東病院と統合、国立千葉東病院が設置[70]。2004年3月1日、国立療養所千葉東病院（千葉市中央区）と統合し[70]、施設は社会福祉法人聖隷福祉事業団へ移譲され、聖隷佐倉市民病院が開院。
- 国立千葉病院（千葉市中央区） - 千葉衛戍病院、千葉陸軍病院を経て、国立千葉病院[71]。
- 国立療養所千葉東病院（千葉市中央区） - 傷兵保護院傷痍軍人千葉療養所、厚生省国立千葉療養所、を経て、2004年3月1日、国立佐倉病院と統合し、国立千葉東病院が設置[70]。
- 国立下総療養所（千葉市緑区） - 軍事保護院傷痍軍人下総療養所として設置[72]。
- 国立療養所下志津病院（四街道市） - 下志津衛戍病院、下志津陸軍病院を経て、国立療養所下志津病院[73]。
- 国立柏病院（柏市） - 柏陸軍病院を経て、1992年に国立療養所松戸病院と統廃合されて国立がんセンター東病院が設置[3]。その後、1993年7月、施設は柏市に移譲され柏市立柏病院が設置[74]。
- 国立療養所松戸病院（松戸市） - 1992年に国立柏病院と統合、国立がんセンター東病院が設置[3]。施設は松戸市へ移譲され松戸市立福祉医療センターが設置[10]。
- 国立精神・神経センター（市川市） - 傷痍軍人武蔵療養所、国立武蔵療養所を経て、昭和62年度に国立国府台病院と統合された[10]。
- 国立国府台病院（市川市）東京教導団兵学寮病室、国府台衛戍病院、国府台陸軍病院を経て、昭和62年度に国立精神・神経センター国府台病院に再編[3]。
- 国立習志野病院（習志野市） - 習志野衛戍病院、習志野陸軍病院を経て、厚生省所管国立習志野病院。2001年6月1日、社会福祉法人済生会へ移譲され、千葉県済生会習志野病院が開院した[75]。

### 東京都
- 国立国際医療研究センター（新宿区）
- 国立大蔵病院（世田谷区）東京第二陸軍病院大蔵臨時分院として設置、その後東京第四陸軍病院に改編された。2002年3月1日、国立小児病院と統合し、国立成育医療研究センターが設置[76]。
- 国立東京第二病院（目黒区）
- 国立療養所東京病院（清瀬市）
- 国立療養所村山病院（武蔵村山市）
- 国立小児病院（世田谷区）東京第二衛生病院として創設された。国立世田谷病院を経て国立小児病院に改称、2002年3月1日、国立大蔵病院と統合し、国立成育医療研究センターが設置[76]。
- 国立療養所中野病院（中野区）東京市結核療養所として設立された。1993年10月1日、国立病院医療センターと統合され、国立国際医療センターが設置[3]。敷地は中野区へ移譲されて公務員宿舎や江古田の森公園となった[77]。
- 国立武蔵療養所（小平市）傷痍軍人武蔵療養所として設立された。1986年10月、国立武蔵療養所神経センター及び国立精神衛生研究所と統合し、国立精神・神経センターが設置[3]。
- 国立立川病院（立川市）国立王子病院と統合され、国立病院機構災害医療センターが設立された。敷地は住宅都市整備公団に時価譲渡された[10]。
- 国立王子病院 （北区）国立立川病院と統合され、国立病院機構災害医療センターが設立された。跡地には東京北社会保険病院（現：東京北医療センター）が設立された。

### 神奈川県
- 国立横浜病院（横浜市戸塚区）2003年3月1日、国立横浜東病院と統合した[10]。
- 国立横浜東病院（横浜市保土ケ谷区）2003年3月1日、国立横浜病院と統合、施設は聖隷福祉事業団へ移譲され、聖隷横浜病院が開院した[10]。
- 国立療養所久里浜病院（横須賀市）
- 国立療養所箱根病院（小田原市）
- 国立相模原病院（相模原市南区）
- 国立療養所神奈川病院（秦野市）2002年3月1日、国立小児病院二宮分院と統合された[10]。
- 国立小児病院二宮分院（二宮町）国立東京第一病院相模保育所から国立東京第一病院二宮分院を経て、1965年に国立小児病院二宮分院と改称した。2002年3月1日、国立療養所神奈川病院と統合された[10]。
- 国立療養所南横浜病院（横浜市） 国立病院機構により2008年12月1日廃止された[78]。
- 国立横須賀病院（横須賀市）2002年7月1日、横須賀市へ移譲され横須賀市立うわまち病院として開院した[10]。

## 中部

### 新潟県
- 国立療養所西新潟中央病院（新潟市西区）
- 国立療養所新潟病院（柏崎市）2000年7月1日、国立高田病院と統合された[10]。
- 国立療養所犀潟病院（上越市）
- 国立新発田病院（新発田市）陸軍衛戍病院として設立された。1953年10月、新潟県へ移譲、新潟県立新発田二の丸病院が開院、その後新潟県立新発田病院と改称した[39][79]。
- 国立高田病院（上越市）2000年、国立療養所新潟病院と統合、病院は上越市へ移譲され、上越地域医療センター病院が設置[10]。
- 国立療養所村松病院（五泉市） 1995年、国立西新潟病院、国立療養所寺泊病院と統合、国立療養所西新潟中央病院が設立された。施設は移譲され、南部郷厚生病院が開院した[10][80]。
- 国立西新潟病院 1995年7月1日、国立療養所村松病院、国立療養所寺泊病院と統合、国立療養所西新潟中央病院が設立された[80]。
- 国立療養所寺泊病院（長岡市） 1995年、国立療養所村松病院、国立西新潟病院と統合、国立療養所西新潟中央病院が設立された。施設は社会福祉法人へ移譲され、老人保健施設となった[80]。
- 国立療養所西小千谷病院（小千谷市）2001年3月1日、社会福祉法人へ移譲、長岡福祉協会立小千谷さくら病院が開院した[81]。
- 国立佐渡療養所（佐渡市）2003年3月1日、移譲され真野みずほ病院が開院した[82]。

### 富山県
- 国立療養所富山病院（富山市）
- 国立療養所北陸病院（南砺市）
- 国立富山病院（富山市）1954年1月、富山市へ移譲され、富山市民病院五福病院が開院した。その後、本院と統合している[39]。

### 石川県
- 国立金沢病院（金沢市）金沢城跡地に、金沢衛戍病院として設立された。
- 国立療養所医王病院 2005年7月、金沢若松病院と統合した[3][13]。
- 国立療養所七尾病院（七尾市）
- 国立療養所石川病院（加賀市）2003年3月1日、国立山中病院と統合した[10]。
- 国立山中病院（山中町）1941年（昭和16年) 山中海軍病院として設立。2003年3月1日、国立療養所石川病院と統合された。施設は山中町へ移譲され、山中温泉医療センターが開院した[10]。
- 国立療養所金沢若松病院（金沢市）2005年7月、医王病院に統合された[3][13]

### 福井県
- 国立療養所敦賀病院（敦賀市）2003年7月1日、国立療養所福井病院と統合され、国立福井病院が設置。2015年4月1日、国立病院機構敦賀医療センターに改称。
- 国立療養所北潟病院（あわら市）
- 国立療養所福井病院（若狭町）2003年7月1日、国立療養所敦賀病院と統合され、国立福井病院が設置。施設は公立小浜病院組合へ移譲され、レイクヒルズ美方病院が開院した[10]。
- 国立鯖江病院（鯖江市）2000年2月1日、公立丹南病院組合へ移譲され、公立丹南病院が開院[10]。

### 山梨県
- 国立甲府病院（甲府市）歩兵第49連隊（甲府連隊）の兵営に設置甲府衛戍病院（陸軍病院）として設立。甲府連隊は1907年（明治40年）3月、甲州財閥の若尾民造が西山梨郡相川村（現在の甲府市）に用地を提供したことで兵営設置が決定され、若尾家が買収した用地のなかに建設された。2004年10月1日、西甲府病院と統合した[83]。
- 国立療養所西甲府病院 （甲府市）山梨県立結核療養所として設立された。2004年10月1日、甲府病院と統合された[83]。

### 長野県
- 国立療養所東長野病院（長野市）
- 国立松本病院（松本市）
- 国立療養所中信松本病院（松本市）2008年4月、松本病院と統合された[3]。
- 国立東信病院（上田市）1997年7月1日、国立長野病院と統合された。
- 国立小諸療養所（小諸市）国立東京第一病院小諸分院として設立され、1950年に国立小諸療養所と改称した。
- 国立療養所松本城山病院 1996年7月1日、東松本病院と統合し、国立療養所中信松本病院が設置[10]。
- 国立長野病院 （長野市）1997年7月1日、国立東信病院に統合され、施設は長野赤十字へ移譲され赤十字上山田病院院した[84]。

### 岐阜県
- 国立療養所長良病院（岐阜市）2005年3月1日、岐阜病院と統合した[13]。
- 国立療養所岐阜病院（岐阜市）2005年3月1日、国立病院機構長良病院と統合された[13]。
- 国立岐阜病院 岐阜衛戍病院として開院。1953年7月、岐阜県へ移譲され、岐阜県立岐阜病院が開院した。2006年11月に岐阜県総合医療センターと改称した[85]。
- 国立名古屋病院下呂分院（下呂市）名古屋陸軍病院分院として設置、1953年7月に岐阜県へ移譲され、岐阜県立下呂病院が開院した。その後岐阜県立下呂温泉病院に改称した[39][86]。
- 国立療養所高山病院（高山市）2002年12月1日、移譲され高山厚生病院が開院[87]。
- 国立療養所恵那病院 （恵那市）2003年12月1日、恵那市へ移譲され市立恵那病院となった。

### 静岡県
- 国立駿河療養所（御殿場市）
- 国立療養所静岡神経医療センター（静岡市葵区）
- 国立療養所富士病院（富士宮市）
- 国立療養所天竜病院（浜松市浜名区）
- 国立東静病院（清水町）2002年、国立伊東温泉病院と統合した。
- 国立静岡病院（静岡市）2001年10月、国立療養所静岡東病院と統合し、国立療養所静岡神経医療センターが設立された[10]。跡地は城東保健福祉エリアとなった[88]。
- 国立療養所静岡東病院 2001年10月、国立静岡病院と統合し、国立療養所静岡神経医療センターが設立された[10]。
- 国立伊東温泉病院（伊東市）2001年3月1日、国立東静病院と統合した。施設は伊東市へ移譲され市立伊東市民病院が設置。
- 国立熱海病院（熱海市）東京第一衛戍病院熱海分院として設立された。国立東京第一病院熱海分院を経て1950年、国立熱海病院と改称した。2002年、国立東静病院と統合、施設は学校法人国際医療福祉大学へ移譲され国際医療福祉大学熱海病院が開院[10]。
- 国立湊病院（南伊豆町）1997年10月1日、移譲され共立湊病院が開院[89][84]。
- 国立浜松病院（浜松市中央区）1999年12月1日、浜松市へ移譲され、浜松市リハビリテーション病院が開院[10][90]。

### 愛知県
- 国立名古屋病院（名古屋市名古屋市）
- 国立療養所東名古屋病院（名古屋市名東区）
- 国立療養所東尾張病院（名古屋市守山区）
- 国立豊橋東病院（豊橋市）2005年3月1日、国立病院機構豊橋病院と統合。
- 国立豊橋病院（豊橋市）2005年3月1日、国立病院機構豊橋東病院と統合。跡地は2010年4月、豊橋市保健所・保健センターとなった[91]。
- 国立療養所中部病院（大府市）2004年3月1日、国立長寿医療研究センターに改組された[3]。

## 近畿

### 三重県
- 国立療養所三重病院（津市）
- 国立療養所鈴鹿病院（鈴鹿市）
- 国立三重中央病院（津市）
- 国立津病院（津市）1998年7月1日、国立療養所静澄病院統合し、国立三重中央病院が設置[10][92]。
- 国立療養所静澄病院（津市）1998年7月1日、国立津病院と統合され、国立三重中央病院が設置[10][92]。
- 国立療養所榊原病院（津市、旧久居市）
- 国立療養所明星病院（明和町）1998年12月1日、三重県済生会へ移譲、済生会明和病院が開院[10]。

### 滋賀県
- 国立八日市病院（東近江市）2000年12月1日、国立療養所比良病院と統合し、国立滋賀病院が設置。2013年4月1日国立病院機構東近江総合医療センターに改称。
- 国立療養所紫香楽病院（甲賀市）
- 国立療養所比良病院（大津市）2000年12月1日、国立八日市病院、国立療養所紫香楽病院とそれぞれ統合された。施設は日本赤十字社滋賀県本部へ移譲され、2002年7月1日、大津赤十字志賀病院が開院した[10]。

### 京都府
- 国立京都病院（京都市伏見区）
- 国立療養所宇多野病院（京都市右京区）
- 国立舞鶴病院（舞鶴市）
- 国立療養所南京都病院（城陽市）
- 国立福知山病院（福知山市） 1993年10月1日、福知山市に移譲され、市立福知山市民病院が開院した[93]。

### 大阪府
- 国立大阪病院（大阪市中央区） - 旧大阪第一陸軍病院。2003年7月、国立療養所千石荘病院との統合により、国立病院大阪医療センターと改称[10]。
- 国立療養所千石荘病院（貝塚市） - 旧大阪市立貝塚千石荘病院。2003年7月、国立大阪病院との統合により、廃止[10]。
- 国立大阪南病院（河内長野市） - 旧国立大阪病院長野分院。1957年10月、国立河内長野病院として独立。
- 国立泉北病院（堺市南区） - 1967年4月、国立大阪福泉療養所（旧大阪府立福泉園）を国立病院へ転換。1999年3月、近畿大学へ移譲され、近畿大学医学部堺病院が開設[10][94]。
- 国立療養所刀根山病院（豊中市） - 旧大阪市立刀根山病院。
- 国立療養所近畿中央病院（堺市北区） - 1964年4月、国立療養所大阪厚生園（旧生命保険厚生会大阪厚生園）と国立大阪療養所の統合により発足。
- 国立大阪療養所（貝塚市） - 旧傷痍軍人大阪療養所。1964年4月、国立療養所大阪厚生園との統合により、国立療養所近畿中央病院貝塚分院となる。1970年12月、廃止。

### 兵庫県
- 国立神戸病院（神戸市須磨区）
- 国立姫路病院（姫路市） - 姫路陸軍衛戍病院
- 国立療養所青野原病院（小野市） - 旧大阪第二陸軍病院。2015年8月に移転。
- 国立療養所兵庫中央病院（三田市）
- 国立篠山病院（丹波篠山市） - 1952年開設。1997年10月1日、兵庫医科大学へ移譲され、兵庫医科大学篠山病院が開院した[10][84]。
- 国立加古川病院（加古川市） - 1941年、加古川第二陸軍病院として開院。2000年12月1日、財団法人へ移譲され、甲南加古川病院が開院した[10]。
- 国立明石病院（明石市）- 1923年、加古川第一陸軍病院として開院。2001年3月1日、国立神戸病院に統合。施設は移譲され、明石市医師会立明石医療センターが開院した[10][95]。
- 国立明石病院岩屋分院（淡路市）- 1999年12月1日、社会福祉法人へ移譲され、聖隷淡路病院が開院[10][95]。

### 奈良県
- 国立療養所西奈良病院（奈良市）
- 国立療養所松籟荘（大和郡山市）
- 国立奈良病院（奈良市） - 旧奈良陸軍病院。2004年12月1日、奈良市に移譲され市立奈良病院が開院。

### 和歌山県
- 国立田辺病院（田辺市） - 旧大阪陸軍病院白浜臨時分院。1992年7月1日、国立白浜温泉病院と統合され、国立南和歌山病院が設置。施設は田辺市に移譲された[10]。
- 国立療養所和歌山病院（美浜町）
- 国立白浜温泉病院（白浜町）1992年7月1日、国立田辺病院と統合、施設は白浜医療福祉財団へ移譲され白浜はまゆう病院が開院した[10]。

## 中国

### 鳥取県
- 国立療養所西鳥取病院（鳥取市）[13]
- 国立米子病院（米子市）
- 国立療養所鳥取病院（鳥取市）独立行政法人国立病院機構に移行後、2005年7月1日、鳥取医療センター（旧国立西鳥取病院）に統合された[13][96]。
- 国立療養所三朝温泉病院（三朝町）2000年3月1日、鳥取県中部医師会へ移譲、鳥取県中部医師会立三朝温泉病院が開院した[10]。

### 島根県
- 国立療養所松江病院（松江市） - 旧松江衛戍病院、松江陸軍病院。
- 国立浜田病院（浜田市） - 旧浜田衛戍病院、浜田陸軍病院。
- 国立大田病院（大田市） - 昭和26年、国立大田療養所創設、1999年2月1日、大田市に移譲され、大田市立病院が開院[97]。

### 岡山県
- 国立岡山病院（岡山市北区） - 旧岡山衛戍病院、岡山陸軍病院[98]。
- 国立療養所南岡山病院（早島町） - 旧傷痍軍人岡山療養所。厚生省に移管され、国立岡山療養所となる。1950年に国立療養所早島光風園を合併、1980年に国立療養所南岡山病院と改称した[99]。
- 国立療養所津山病院（津山市） - 1997年12月1日、財団法人へ移譲され、津山慈風会津山中央病院東分院が開院[84][100]。その後津山中央病院と改称。

### 広島県
- 国立呉病院（呉市） - 旧呉海軍病院[101]。
- 国立福山病院（福山市） - 旧福山衛戍病院、福山陸軍病院[102]。
- 国立大竹病院（大竹市） - 2005年7月、原病院と統合した[3]。
- 国立療養所広島病院（東広島市） - 2001年12月1日、国立療養所畑賀病院と統合した[103]。
- 国立療養所賀茂病院（東広島市） - 旧賀茂海軍病院[104]。
- 国立療養所原病院（廿日市市） - 2005年7月1日、国立病院機構大竹病院と統合され、国立病院機構広島西医療センターが設置。
- 国立療養所畑賀病院 （広島市安芸区） - 広島市立畑賀病院として設立された。2001年12月1日、国立療養所広島病院と統合。施設は広島市に移譲され広島市医師会運営・安芸市民病院となった[105]。

### 山口県
- 国立下関病院（下関市）下関要塞内に赤間関要塞病院として設立された。2000年7月1日、国立山口病院と統合した[106]。
- 国立療養所山陽病院（宇部市）軍事保護院傷痍軍人療養所山陽荘として設立された[107]。1997年7月1日、国立湯田温泉病院と統合した[10][84]。
- 国立岩国病院（岩国市）呉海軍第二病院として設立された。1957年に上関町に附属八島診療所を設置したが2004年3月31日廃止している[108]。
- 国立療養所柳井病院（柳井市）広島原爆により、広島第一陸軍病院が移転してきた[109][110]。
- 国立山口病院（下関市）1967年に国立療養所小串清風荘（旧豊浦町）を統合した際、国立療養所山口病院と改称したが1981年、国立山口病院と再び改称した。2000年7月1日、国立下関病院と統合され[106]、施設は豊浦町へ移譲、山口県済生会豊浦町立病院[10]、下関市立豊浦病院を経て山口県済生会豊浦病院となった。
- 国立湯田温泉病院（山口市） 1997年7月1日、国立療養所山陽病院と統合、移譲され、済生会湯田温泉病院が開院した[10][84]。

## 四国

### 徳島県
- 国立療養所東徳島病院（板野町）日本医療団板西療養所として創設された。結核や重症心身障害医療に携わってきている[111]。
- 国立療養所徳島病院（吉野川市）傷痍軍人徳島療養所として設立された。神経･筋疾患や筋ジストロフィー医療に携わってきている[112]。
- 国立徳島病院（徳島市）陸軍病院として設立された。1953年7月に徳島県へ移譲され、徳島県立中央病院が開院した[113]。

### 香川県
- 国立療養所高松病院（高松市）日本医療団高松療養所として設立された[114]。
- 国立善通寺病院（善通寺市）第11師団善通寺丸亀陸軍衛戍病院として設立された[115]。
- 国立療養所香川小児病院（善通寺市）第11師団衛戍病院として設立された。戦後一時、国立善通寺病院伏見分院となった[116]。
- 国立療養所西香川病院（三豊市）2000年2月1日。高瀬町へ移譲され、高瀬町立西香川病院が開院[10]。その後平成の大合併により三豊市立西香川病院と改称した[117]。

### 愛媛県
- 国立病院四国がんセンター（松山市）陸軍病院として設立された。1966年10月1日、四国地方がんセンターが併設されて[118]、以降四国のがん政策基幹医療施設の役割を担っている[119]。
- 国立療養所愛媛病院（東温市）軍事保護院傷痍軍人愛媛療養所として設立された。
- 国立療養所南愛媛病院（鬼北町）2003年12月1日、社会福祉法人へ移譲され、旭川荘南愛媛病院が開院[120]。

### 高知県
- 国立高知病院（高知市）2000年10月1日、国立療養所東高知病院と統合した[121]。
- 国立療養所東高知病院（高知市）2000年10月1日、国立高知病院に統合された[121]。

## 九州

### 福岡県
- 国立小倉病院（北九州市小倉南区）小倉城内に小倉衛戍病院として創設、その後現在地に移った[122]。
- 国立病院九州がんセンター（福岡市南区）臨時福岡第2陸軍病院として設立、国立筑紫病院、国立福岡南病院を経て1972年、国立病院九州がんセンターとして設立された[123]。
- 国立病院九州医療センター（福岡市中央区）国立福岡中央病院と国立久留米病院を統合し、九州圏の高度総合診療施設として、1994年に設立された[124]。
- 国立療養所南福岡病院（福岡市南区）福岡市屋形原病院として設立。1976年4月、日本唯一の呼吸不全対策基幹施設に指定された。2001年7月1日からは国立病院として初の重症心身障害B型通園事業を開始した[125]。
- 国立療養所福岡東病院（古賀市）1962年に3つの国立療養所を統合して設立された[126]。
- 国立太刀洗病院（朝倉市）1954年1月、福岡県へ移譲され、福岡県立朝倉病院が開院した[39]。2008年3月20日、朝倉医師会病院と名称変更した[127]。
- 国立福岡中央病院（福岡市）1994年7月1日、国立久留米病院と統合し、国立病院九州医療センターが開院した[124]。
- 国立久留米病院（久留米市）1994年7月1日、国立福岡中央病院と統合し、国立病院九州医療センターが開院した[124]。施設は久留米大学へ移譲され久留米大学医学部附属医療センターが開設された[128]。
- 国立療養所大牟田病院（大牟田市）2004年12月1日、国立療養所筑後病院と統合した[129][13]。
- 国立療養所田川新生病院（田川市） 2002年3月1日、社会福祉法人へ移譲され、柏芳会田川新生病院が開院した[130]。
- 国立療養所筑後病院（筑後市）2004年12月1日、国立療養所大牟田病院に統合された[129][13]。

### 佐賀県
- 国立佐賀病院（佐賀市）佐賀衛生病院として設立された。2010年9月、総合周産期母子医療センターに指定されている[131]。
- 国立肥前療養所（吉野ヶ里町）
- 国立療養所東佐賀病院（みやき町）傷痍軍人佐賀療養所として設立された[132]。
- 国立嬉野病院（嬉野市）嬉野海軍病院として設立された。2000年2月1日、国立武雄病院と統合され国立嬉野病院が設置[133]。
- 国立療養所武雄病院（武雄市）佐賀県立結核療養所柏翠荘として設立された。2000年2月1日。国立嬉野病院と統合された[133]。施設は武雄市へ移譲され、武雄市立武雄市民病院が設置[10]。その後2010年2月、社団法人へ移譲され、新武雄病院が開院した[134]。

### 長崎県
- 国立療養所長崎病院（長崎市）1951年11月1日に設立された[135]。
- 国立長崎中央病院（大村市）佐世保海軍病院大村病舎として設立された。1978年3月には国立病院で初めて救命救急センターを設置した。1999年には日本初の脳死腎移植が行われた[136]。
- 国立療養所川棚病院（川棚町）川棚海軍共済病院として設立、1975年に全国で初めて神経内科を標榜した[137]。
- 国立対馬病院（対馬市）雞知衛戍病院として創設された。1981年に現在地に移転、2000年2月1日、長崎県離島医療圏組合へ移譲され、長崎県離島医療圏組合中対馬病院が開院[10][138]。
- 国立小浜病院（雲仙市）2002年3月1日、小浜地区保険環境組合へ移譲され、公立新小浜病院が開院した[139][140]。
- 国立療養所壱岐病院（壱岐市）壱岐陸軍病院として設置。1954年、放火で大部分が焼失したが、翌1955年に再建された。2004年3月1日、壱岐市に移譲され、かたばる病院が開院[141]。

### 熊本県
- 国立熊本病院（熊本市中央区）明治4年（1871年）鎮西鎮台病院として設立された。熊本城の二の丸に位置する[142]。
- 国立療養所熊本南病院（宇城市）2003年3月1日、国立療養所三角病院と統合した[143]。
- 国立療養所菊池病院（合志市）航空教育隊菊池陸軍病院として設立。結核療養所を経て1977年に先進療養所となり現在地に移転した[144]。
- 国立療養所再春荘病院（合志市）国立結核療養所、傷痍軍人療養所として設立された。病院名の由来は細川重賢（1720年-1785年）の時代にさかのぼる[145]。
- 国立療養所三角病院（宇城市）2003年3月1日、国立療養所熊本南病院と統合された[143]。施設は社会福祉法人済生会へ移譲され、済生会みすみ病院が開院した[10]。

### 大分県
- 国立大分病院（大分市） - 1979年4月、旧国立大分病院と国立療養所二豊荘が統合し、新たな病院として設立された[146]。
- 国立別府病院（別府市） - 亀川海軍病院、府海軍病院と、国立別府病院を経て、950年に別府病院、別府温泉病院と統合し新たな別府病院となった[147]。
- 国立療養所西別府病院（別府市） - 1971年4月、3つの国立療養所が統合されて設立された[148]。
- 国立中津病院（中津市） - 2000年7月1日、中津市へ移譲され、中津市立中津市民病院が開院した[10]。

### 宮崎県
- 国立療養所宮崎東病院（宮崎市）傷痍軍人宮崎療養所として設置。1980年4月、国立療養所宮崎東病院と改称した。2002年7月1日、国立療養所日南病院と統合した[149]。
- 国立都城病院（都城市）都城衛戍病院として創設された[150]。
- 国立療養所宮崎病院（川南町）
- 国立療養所日南病院 （日南市）2002年7月1日、国立療養所宮崎東病院と統合され、施設は社会福祉法人へ移譲され、愛泉会日南病院となった[151]。

### 鹿児島県
- 国立南九州中央病院（鹿児島市）1981年開院[152]。
- 国立指宿病院（指宿市）傷痍軍人鹿児島療養所として設立された[153]。
- 国立療養所霧島病院（霧島市） 2000年7月1日、国立南九州病院と統合され、国立病院九州循環器病センターが発足した。施設は隼人町へ移譲され、隼人町立医師会医療センターが設置され、平成の大合併により霧島市立医師会医療センターとなった[154]。
- 国立療養所南九州病院（姶良市）2000年7月1日、国立療養所霧島病院と統合した[155]。
- 国立療養所阿久根病院（阿久根市）1989年10月、国立病院・療養所の再編成計画の最初の実施例として出水郡医師会へ移譲され[156]、阿久根市民病院が開院した[10]。
- 国立療養所志布志病院（志布志市）1997年12月1日、曽於郡医師会へ移譲され、曽於郡医師会立有明病院が開院[84]。

### 沖縄県
- 国立療養所沖縄病院（宜野湾市）1948年に沖縄民政府公衆衛生部金武保養院として設立された。その後、琉球政府立金武保養院を経て沖縄返還後、国立療養所となった[157]。
- 国立療養所琉球病院（金武町）1949年、沖縄民政府立沖縄精神病院として設立、沖縄群島政府立、琉球政府立を経て、国立療養所となった[158]。